# Адзьва
А́дзьва — річка в Росії в Архангельській області і Республіці Комі, права притока Уси (басейн Печори). Довжина 334 км, площа басейну 10,6 тисяч км². Протікає по Великоземельській тундрі вздовж гряди Чернишова; в низинах долина розширюється і заболочується. Середні витрати води біля села Харута 110 м³/с. Льодостав з жовтня по травень.
В басейні річки понад 5 тисяч озер загальною площею 353 км². Судноплавна на 60 км від гирла.